# スリーピー・ホロウ (ニューヨーク州)
スリーピー・ホロウ（Sleepy Hollow）は、アメリカ合衆国ニューヨーク州のウェストチェスター郡にある村。
人口は9,986人（2020年）。「スリーピー・ホロウ」伝説で有名な村である。マンハッタンの北42キロメートル、ハドソン川東岸に位置している。行政上はマウントプレザント町に含まれる。
元の地名は「ノース・タリータウン」だったが1996年に名称を変更した。村の南にタリータウンがある。2020年アメリカ合衆国国勢調査によれば、村の人口の約5割はヒスパニックである。
伝説に関連した施設としては、オールドダッチ教会（en:Old Dutch Church of Sleepy Hollow）とスリーピー・ホロウ墓地（en:Sleepy Hollow Cemetery）がある。

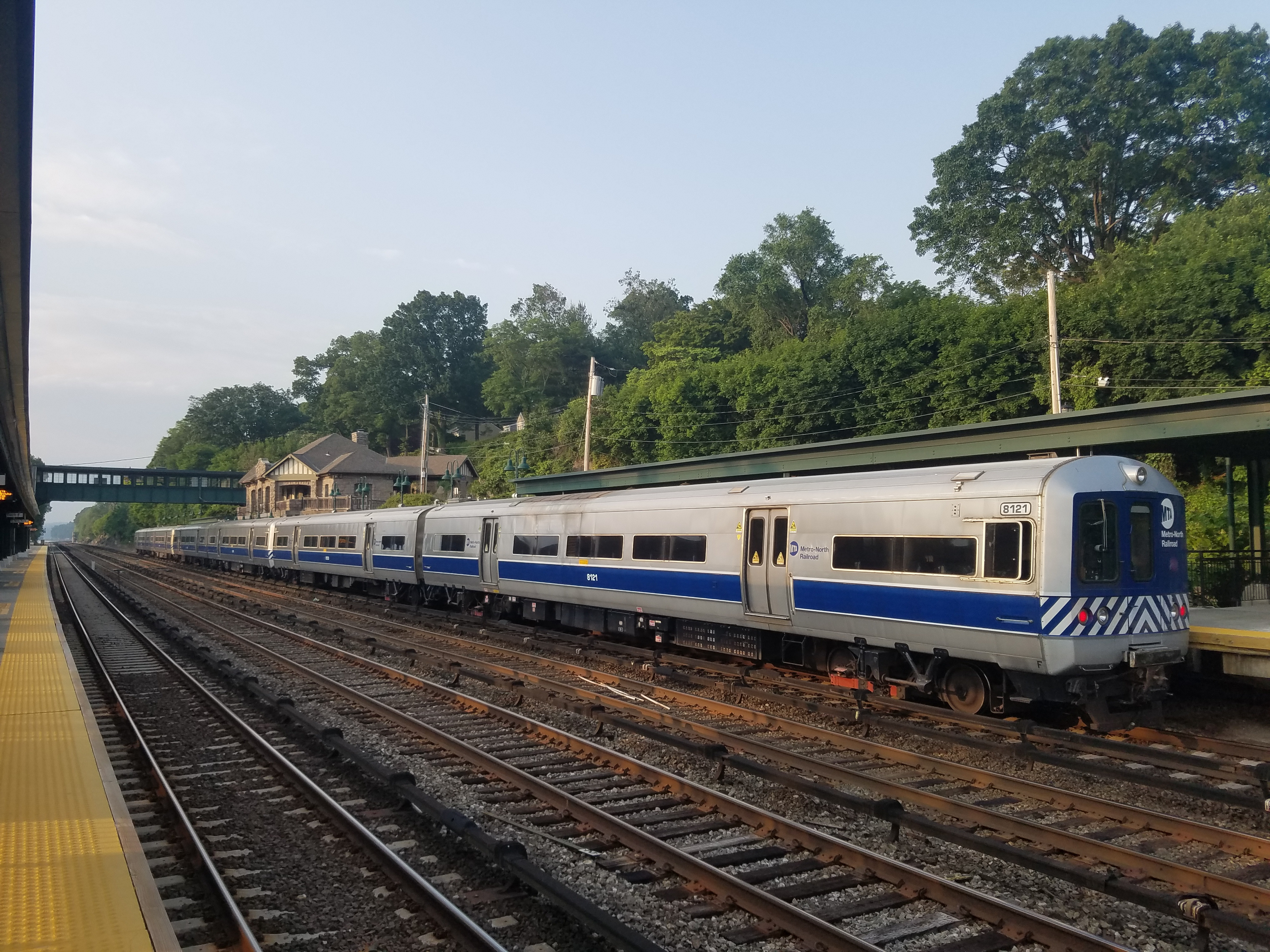
フィリップス・マナー駅

## 交通
鉄道はメトロノース鉄道のフィリップス・マナー駅がある。路線バスは郡営のビーラインバスシステムが運行している。